# Verchnieje Sergi
Verchnieje Sergi (Russisch: Верхние Серги) is een nederzetting met stedelijk karakter  en gorodskoje poselenieje in het district Nizjneserginski van oblast Sverdlovsk in Rusland. Het ligt aan de rivier de Serga op ongeveer 100 kilometer ten westen van Jekaterinenburg en 20 kilometer ten oosten van Nizjnieje Sergi. In 1989 had het 7.515 inwoners, hetgeen in 2002 was gedaald tot 6.629 inwoners.
De plaats ontstond in 1743 rond een ijzerfabriek van de Demidovs, waar ruwijzer, bandijzer en bandstaal werden geproduceerd. Sinds 1931, toen de fabriek werd omgebouwd, worden in deze fabriek boorkoppen (Rock Bits) geproduceerd voor gebruik in de mijnbouwindustrie. In 2005 werd meer dan 60% van alle boorkoppen van Rusland gefabriceerd in de fabriek, die nu de naam Oeralboermasj draagt (internationaal UralBMT).